# Davide Piganzoli
Davide Piganzoli (født 8. juli 2002 i Morbegno) er en cykelrytter fra Italien, der kører for Team Polti VisitMalta.